# Castello Visconteo (Locarno)
Il Castello Visconteo è un castello eretto nella città di Locarno nel canton Ticino in Svizzera.

## Storia
Il castello venne costruito nel 1341 per ordine di Luchino Visconti in seguito alla conquista del borgo. 
Nel corso del Quattrocento il castello fu fortificato dai Rusca, amministratori di Locarno per conto dei Visconti.
Fino al 1513, anno in cui la famiglia milanese lasciò il controllo della regione comprendente il Lago Maggiore, l'edificio funse da alloggiamento per le guarnigioni oltre che da fortificazione di difesa. 
Nel corso dei secoli successivi subì numerose ristrutturazioni e venne anche distrutto più volte. Un primo smantellamento avvenne nel 1532, per mano dei Confederati. 
Della struttura del XV secolo sopravvive la parte signorile del castello, mentre i corpi più esterni sono il frutto di una ricostruzione eseguita negli anni 1924-1929.
È sede del Museo civico e archeologico di Locarno, famoso per la vasta collezione di vetri romani.

## Galleria d'immagini

Interno della torre del castello Visconteo di Locarno, Svizzera
Coppa cilindrica, cosiddetta “degli uccelli”. Età Imperiale, cultura romana (I-IV secolo d.C.)  Muralto, villa Liverpool. Ritrovamento 1936. Reperto del 20-50 d.C. conservato all'interno del castello Visconteo
Affreschi all'interno del castello Visconteo
Affresco all'interno del castello
La facciata sud-orientale